# Эррико, Гаэтано
Святой Гаэтано Эррико (итал. Gaetano Errico; 19 октября 1791, Secondigliano — 29 октября 1860, Secondigliano) — итальянский католический священник из Неаполя, основатель ордена Миссионеры Святейших Сердец Иисуса и Марии (итал. Missionari dei Sacri Cuori di Gesù e Maria).

## Жизнь
Родился в набожной и небогатой семье; не смотря на скромный доход, его родители могли позволить себе отправить сына в церкви в Неаполе. Не смотря на учёбу, дважды в неделю юный Гаэтано ухаживал за больными, а также иногда помогал отцу на складе. После рукоположения в священники он служил учителем, а затем приходским священником.
В 1818 году Эррико во время ретрита было видение, в котором ему явился святой Альфонсо Мария де Лигуори с просьбой основать религиозную общину и руководить позаботиться о возведении новой церкви, посвящённой Пресвятой Богородице. Несмотря на все препятствия, Эррико сделал, как ему было велено, хотя и не довёл дело до конца.

## Прославление
Процесс канонизации был инициирован при папе Льве XIII в 1884 году, и Эррико получил титул Слуги Божьего; в 1974 году, после подтверждения его героической добродетели, папа Павел VI позже назвал его Досточтимым. 14 апреля 2002 года папа Иоанн Павел II причислил его к лику блаженных. Папа Бенедикт XVI канонизировал Эррико 12 октября 2008 года на площади Святого Петра.